# Терри, Куинлан
Джон Куинлан Терри (англ. John Quinlan Terry; родился 24 июля 1937 года, Лондон, Великобритания) — британский архитектор. Известный представитель новой классической архитектуры и любимый архитектор принца Чарльза.